# Melanotus longulus
Melanotus longulus är en skalbaggsart. Melanotus longulus ingår i släktet Melanotus och familjen knäppare.

## Underarter
Arten delas in i följande underarter:
- M. l. longulus
- M. l. oregonensis